# Hansi Jochmann

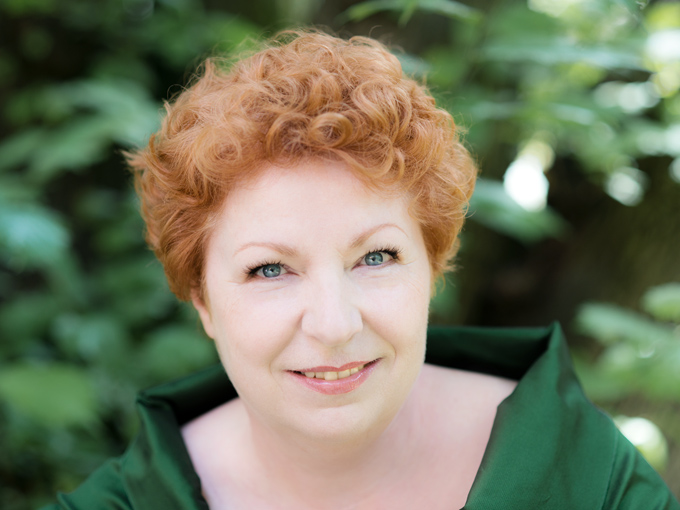
Hansi Jochmann (2014)

Hansi Jochmann (* 19. Februar 1953 in West-Berlin) ist eine deutsche Schauspielerin, Hörspielsprecherin, Hörbuchsprecherin, Off-Sprecherin, Synchronsprecherin und Synchronregisseurin.

## Leben

### Kindheit und Anfänge
Jochmann wurde als Tochter der Schauspielerin Gretel Walters und des Regisseurs und Schauspielers Horst-Hans Jochmann geboren. Bereits 1959 hatte sie ihren ersten Theaterauftritt als Heinerle in Der fidele Bauer. Sie trat als Kind an verschiedenen Berliner Bühnen auf, zum Beispiel in der Rolle der Helen Keller in Der Weg ins Licht oder an den Berliner Kammerspielen in Kalle Blomquist und Pünktchen und Anton. Ihr Spielfilmdebüt gab sie 1960 in Kirmes unter der Regie von Wolfgang Staudte. Im selben Jahr wirkte sie auch das erste Mal als Synchronsprecherin für den Film Hausboot mit Cary Grant und Sophia Loren, hierfür sprach sie eines der Kinder. Im Jahr 1965 sang sie gemeinsam mit Louis Armstrong den Titel Uncle Satchmo’s Lullaby in der ZDF-Sendung Der goldene Schuss.

### Theaterschauspielerin
Jochmann besuchte die Schauspielschule Marlise Ludwig und war anschließend von 1973 bis 1987 unter der Intendanz von Hans Lietzau, Boy Gobert und Heribert Sasse an den Staatlichen Schauspielbühnen Berlin engagiert (Schillertheater, Schlosspark Theater und Schillertheaterwerkstatt). Dort war sie sowohl in klassischen Rollen als auch in modernen Inszenierungen zu sehen, u. a. unter der Regie von Dieter Dorn, Harald Clemen, Ernst Seiltgen, Karl Paryla, Günter Ballhausen, Helmut Baumann, Dietmar Pflegerl, Klaus Völker und Hans-Peter Hallwachs. 1979 gastierte sie an der Freien Volksbühne Berlin in Schillers Kabale und Liebe.
1988 absolvierte sie eine DDR-Tournee mit dem Grips Theater im Musical Linie 1. 1989 spielte sie die Rolle der Mutter Ella Deutschkron in der Uraufführung von Ab heute heißt Du Sara. In dieser Rolle trat sie auch im Rahmen eines Gastspiels am Staatstheater Stuttgart auf. An der Komödie am Kurfürstendamm war sie an der Seite von Johanna von Koczian in Warte bis es dunkel ist zu sehen und spielte dort 2012 die Vicky in Paradiso, einem Zweipersonenstück mit Christine Ostermayer. Am Theater am Kurfürstendamm stand sie zusammen mit Harald Leipnitz in Der Diener auf der Bühne.

### Film- und Fernsehen
Jochmann spielte in zahlreichen Spielfilmen und in Fernsehserien; ihr Spielfilmdebüt gab sie als Kind in Kirmes (1960). Im Jahr 1970 wirkte sie im sozialkritischen Fernsehfilm Bambule mit, der kurzfristig abgesetzt wurde, nachdem die Drehbuchautorin Ulrike Meinhof sich der Terrorszene angeschlossen hatte; die Ausstrahlung erfolgte erst 1994. Sie spielte über mehrere Episoden in Fernsehserien mit, wie Die Melchiors, Der Bergdoktor, Der Havelkaiser oder Mobbing Girls. Besondere Bekanntheit erlangte sie als Margot Roßhauptner („Roßhauptnerin“) in über 20 Episoden der Kriminal-Fernsehserie Pfarrer Braun an der Seite von Ottfried Fischer.

### Sprecherin und Synchronregisseurin
Nachdem Jochmann bereits als Kind als Synchronsprecherin für den Film Hausboot tätig gewesen war, wurde sie vor allem als Synchronsprecherin von Jodie Foster bekannt, die sie seit dem Film Taxi Driver synchronisierte. Seitdem lieh sie Foster ihre Stimme u. a. in Das Schweigen der Lämmer, Flight Plan, Angeklagt, Inside Man, Sommersby, Die Insel der Abenteuer, Contact, Panic Room, Die Fremde in dir und Hotel Artemis. Sie synchronisierte auch Fosters Gastauftritt bei den Simpsons als Stimme von Maggie.
In dem 1996 erschienenen Computerspiel Command & Conquer – Alarmstufe Rot sprach sie die deutsche Stimme der Nadia Zelenkov, gespielt von Andrea C. Robinson. Zudem lieh sie 2008 der Figur „Die Dryade“ in dem PC-Spiel Sacred 2 ihre Stimme und in Red Alert. Sie ist Off-Sprecherin in zahlreichen Dokumentationen, u. a. bei ARD, ZDF, ARTE, Welt, Spiegel TV, u. a. Waterloo, Dschihad in den Köpfen, Mensch, Macht, Merkel, Joschka Fischer, Geheimnisvolle Orte. Auch in verschiedenen Spezialausgaben der Sendung Aktenzeichen XY … ungelöst fungiert sie als Off-Stimme.
Ebenso wurden mit ihr zahlreiche Hörspiele produziert, z. B. Eine Billion Dollar (SWR), Einer aus Haarlem (SDR), Laura di Rimini (WDR) oder Das Wittgenstein-Programm (NDR). Bei Die drei ??? spielte sie in Folge 33 (Die bedrohte Ranch) Miss Elsie (neue Fassung von 2001), in Folge 59 (Giftiges Wasser) die Zeitungsjournalistin Ruth, in Folge 70 (Schüsse aus dem Dunkel) Dr. Harris, in Folge 85 (Feuerturm) die Rangerin Monica, in Folge 101 (Das Hexen-Handy) Mrs. Scott und in Folge 187 (Das silberne Amulett) Emma Bailey.
Außerdem wirkt sie als Hörbuchsprecherin, so las sie zum Beispiel auf Wunsch von Frank Schätzing Breaking News ein. Seit 1989 arbeitet Jochmann zudem als Synchronregisseurin.

### Privatleben und Engagement
Jochmann war mit Ulrich Gressieker verheiratet, mit dem sie einen Sohn hat. Seit 1985 ist sie in zweiter Ehe mit einem Arzt verheiratet, in der Ehe wurde ein weiteres Kind geboren.
Im Rahmen ihres Engagements für die Hospizbewegung trat Jochmann gemeinsam mit anderen Künstlern mit dem Programm „Letzte Lieder … und die Welt steht still“ in verschiedenen deutschen Städten auf.

## Filmografie (Auswahl)
- 1960: Kirmes
- 1961: Morgen-Vielleicht (Fernsehfilm)
- 1962: Alle meine Tiere (Fernsehserie, Folge Das Picknick)
- 1964: Die Schneekönigin (Fernsehfilm)
- 1965–1966: Unser Pauker (Fernsehserie, 11 Folgen)
- 1968: Till, der Junge von nebenan (Fernsehserie, Folge Der blaue Brief)
- 1968: Der Partyphotograph
- 1970: Bambule (Fernsehfilm)
- 1971: Der Kommissar (Fernsehserie, Folge Ein rätselhafter Mord)
- 1972–1973: Die Melchiors (Fernsehserie, 26 Folgen)
- 1973: Lokaltermin (Fernsehserie, Folge Auf die Minute)
- 1973: Der Bastian (Fernsehserie, Folge Sieger im Rückwärtslauf)
- 1974: 1 Berlin-Harlem (Spielfilm)
- 1974: Der Tod der Schneevögel (Fernsehfilm)
- 1975: Beschlossen und verkündet (Fernsehserie, Folge Alle Vorteile gelten)
- 1976: Ein Fall für Stein (Fernsehserie, Folge Mord oder Totschlag?)
- 1976: Krawatten für Olympia (Spielfilm)
- 1983: Kommissariat 9 (Fernsehserie, Folge: Neues vom Aktienmarkt)
- 1983: Kehraus
- 1988: Linie 1
- 1989: Hals über Kopf (Fernsehserie, Folge 22: Blechschaden)
- 1989: Otto – Der Außerfriesische
- 1989–1990: Ein Heim für Tiere (Fernsehserie, 2 Folgen)
- 1989, 1994: Praxis Bülowbogen (Fernsehserie, verschiedene Rollen, 2 Folgen)
- 1991: Polizeiruf 110: Big Band Time (Fernsehreihe)
- 1992: Wie ein Licht in dunkler Nacht (Shining Through)
- 1993, 2003: Wolffs Revier (Fernsehserie, verschiedene Rollen, 2 Folgen)
- 1994–2000: Der Havelkaiser (Fernsehserie, 10 Folgen)
- 1995: Tatort: Endstation (Fernsehreihe)
- 1995–1997: Für alle Fälle Stefanie (Fernsehserie, 3 Folgen)
- 1996: Der Trip – Die nackte Gitarre 0,5
- 1996: Victory – Das große Abenteuer (Victory)
- 1996, 2002: Im Namen des Gesetzes (Fernsehserie, verschiedene Rollen, 2 Folgen)
- 1998: Mobbing Girls (Fernsehserie, 13 Folgen)

- 1998: Das Amt (Fernsehserie, Folge Die Betriebsfeier)

- 1999, 2001: Ein Fall für Zwei (Fernsehserie, verschiedene Rollen, 2 Folgen)
- 2001: Unser Charly (Fernsehserie, Folge Der Bär ist los)
- 2001: Mein Leben & Ich (Fernsehserie, Folge Der Babyschreck)
- 2000: Die Manns – Ein Jahrhundertroman (Fernsehdreiteiler, Teil 2)
- 2002: Ritas Welt (Fernsehserie, Folge Die Klassenfahrt)
- 2003–2011: Pfarrer Braun (Fernsehreihe, 20 Folgen)
- 2004: Geerbtes Glück (Fernsehfilm)
- 2004: SOKO Leipzig (Fernsehserie, Folge Florida)
- 2005: Utta Danella: Der Himmel in deinen Augen (Fernsehreihe)
- 2007: Der Fürst und das Mädchen (Fernsehfilm)
- 2007: Die Rettungsflieger (Fernsehserie, Folge Schöne Aussichten)
- 2009–2010: Der Bergdoktor (Fernsehserie, 12 Folgen)
- 2012: Zettl
- 2012: Heiter bis tödlich: Morden im Norden (Fernsehserie, Folge Hals über Kopf)
- 2012: Heiter bis tödlich: Hauptstadtrevier (Fernsehserie, Folge Herzlos)
- 2013: SOKO Stuttgart (Fernsehserie, Folge Die Cremeprinzessin)
- 2014: Im Labyrinth des Schweigens
- 2016: Ku’damm 56 (Fernsehdreiteiler, Teil 1)
- 2016: Tierärztin Dr. Mertens (Fernsehserie, 2 Folgen)
- 2020: Herr und Frau Bulle – Abfall (Fernsehreihe)
- 2022: Die Recyclinglüge (Dokumentarfilm)
- 2022: Was man von hier aus sehen kann
- 2024: Bettys Diagnose (Fernsehserie, Folge Nicht ohne dich)

## Hörbücher (Auswahl)
- Das Schweigen der Lämmer von Thomas Harris, Random House Audio, 1998, ISBN 978-3-8371-3924-2.
- Hannibal von Thomas Harris, Heyne Verlag München, 1999, ISBN 978-3-453-17053-7.
- Knochenlese von Kathy Reichs, Random House Audio, 2003, ISBN 3-89830-479-5.
- Mit Haut und Haar von Kathy Reichs, Random House Audio, 2004, ISBN 978-3-89830-670-6.
- Schlaf nicht, wenn es dunkel wird von Joy Fielding, Random House Audio, 2004, ISBN 978-3-89830-794-9.
- Papst Johannes Paul II., Spiegel Hörbuch, 2005.
- Totenmontag von Kathy Reichs, Random House Audio, 2005, ISBN 3-89830-919-3.
- Träume süß, mein Mädchen von Joy Fielding, Random House Audio, 2006, ISBN 978-3-8289-9057-9.
- Tanz, Püppchen, Tanz von Joy Fielding, Random House Audio, 2006, ISBN 978-3-86604-004-5.
- Totgeglaubte leben länger von Kathy Reichs, Random House Audio, 2006, ISBN 978-3-86604-083-0.
- Durch Mark und Bein von Kathy Reichs, Random House Audio, 2006, ISBN 978-3-86604-215-5.
- Die Strandburg von Rita Mae Brown, Mare Audio books, 2007.
- Weißglut von Sandra Brown, Random House Audio, 2007.
- Nur der Tod kann dich retten von Joy Fielding, Random House Audio, 2007, ISBN 978-3-86604-702-0.
- Eisnacht von Sandra Brown, Random House Audio, 2007.
- Die eiserne Orchidee von Jennifer Cody Estein, Der Club Premiere Hörbuch, 2008.
- Tierische Helden von verschiedenen Autoren, Der Club Premiere Hörbuch, 2008.
- Lauf, Jane, lauf von Joy Fielding, Random House Audio, 2008, ISBN 978-3-86604-959-8.
- Warnschuss von Sandra Brown, Random House Audio, 2008.
- Die Katze von Joy Fielding, Random House Audio, 2008, ISBN 978-3-86604-879-9.
- Schlaf nicht, wenn es dunkel wird von Joy Fielding, Random House Audio, 2008, ISBN 978-3-86604-957-4.
- Im Koma von Joy Fielding, Random House Audio, 2009, ISBN 978-3-8371-0131-7.
- Ewige Treue von Sandra Brown, 2009.
- Der Kanon der Deutschen Literatur – Erzählungen, HR und Random House Audio, 2010.
- Blut vergisst nicht von Kathy Reichs, Random House Audio, 2010, ISBN 978-3-8371-0396-0.
- Das Verhängnis von Joy Fielding, Random House Audio, 2010, ISBN 978-3-8371-0472-1.
- Herzstoß von Joy Fielding, Random House Audio, 2011, ISBN 978-3-86717-780-1.
- Der Verrat von Val McDermid, Der Hörverlag, 2013.
- Breaking News von Frank Schätzing, Der Hörverlag, 2014, ISBN 978-3-8445-1464-3.
- End of Men von Christina Sweeney-Baird, Der Hörverlag, 2023, ISBN 978-3-8445-5022-1 (u. a. mit Tanja Fornaro, Nina Reithmeier und Björn Schalla)

## Hörspiele (Auswahl)
- 1994: Die drei ??? – Giftiges Wasser (Folge 59) – Regie: Heikedine Körting (Europa)
- 2001: TKKG – Der Erpresser fährt bis Endstation (Folge 129) – Regie: Heikedine Körting (Europa)
- 2001: Die drei ??? - …und das Hexen-Handy (Folge 101, als Melanie Scott)
- 2002: TKKG – Eine gefährliche Zeugin verschwindet (Folge 130) – Regie: Heikedine Körting (Europa)
- 2006: Rafik Schami: Die dunkle Seite der Liebe – Regie: Claudia Johanna Leist (Hörspiel, 4 Teile – WDR)
- 2015: Sherlock & Watson – Neues aus der Baker Street: Das Rätsel von Musgrave Abbey, Teil 1 & 2. SWR-Hörspiel (Stimme von Rebecca Westwood)
- 2024: Patricia Highsmith: Die zwei Gesichter des Januars – Regie: Claudia Johanna Leist (2-teiliges Hörspiel, SRF, NDR – Erzählerin)

## Diskografie
Die Schallplattenfirma Electrola brachte mit dem Kinderstar Hansi Jochmann drei Schallplatten heraus. Wenn ich was zu sagen hätt war der Titel der ersten Single; die Rückseite der bei Electrola erschienenen Platte trug den Titel Fridolin. Danach erschien das Duett mit Lou van Burg Wir, wir beide du und ich ebenfalls bei Electrola. Eine weitere Single aus dem Jahr 1966 trägt den Titel Wenn der Beat nicht wär und hat als Rückseite die deutsche Version des Liedes Et des baisers von France Gall, mit dem Titel Wenn wir Hochzeit machen.

## Auszeichnungen
- 2007: Synchronsprecherpreis der Stadt Lippstadt
- 2008: Synchron-Zuhörerpreis „Die Silhouette“ für die Synchronisation von Jodie Foster in Die Fremde in dir